# Argyra scutellaris
Argyra scutellaris är en tvåvingeart som beskrevs av Van Duzee 1925. Argyra scutellaris ingår i släktet Argyra och familjen styltflugor.
Artens utbredningsområde är Idaho. Inga underarter finns listade i Catalogue of Life.